# Tîmoșivka, Mîhailivka
Tîmoșivka (în ucraineană Тимошівка) este o comună în raionul Mîhailivka, regiunea Zaporijjea, Ucraina, formată numai din satul de reședință.

## Demografie
Componența lingvistică a comunei Tîmoșivka
     Rusă (89,53%)
     Ucraineană (9,57%)
     Alte limbi (0,13%)
Conform recensământului din 2001, majoritatea populației comunei Tîmoșivka era vorbitoare de rusă (89,53%), existând în minoritate și vorbitori de ucraineană (9,57%).